# Grumello Cremonese ed Uniti
Grumello Cremonese ed Uniti – miejscowość i gmina we Włoszech, w regionie Lombardia, w prowincji Cremona.
Według danych na rok 2004 gminę zamieszkiwało 1910 osób, 86,8 os./km².